# Gulanci (gmina)
Gulanci (bułg.: Община Гулянци)  − gmina w północnej Bułgarii, w obwodzie Plewen.

## Miejscowości
Miejscowości wchodzące w skład gminy Guljanci:
- Brest (bułg.: Брест),
- Dołni Wit (bułg.: Долни Вит),
- Dybowan (bułg.: Дъбован),
- Gigen (bułg.: Гиген),
- Gulanci (bułg.: Гулянци) - stolica gminy,
- Iskyr (bułg.: Искър),
- Kreta (bułg.: Крета),
- Lenkowo (bułg.: Ленково),
- Miłkowica (bułg.: Милковица),
- Somowit (bułg.: Сомовит),
- Szijakowo (bułg.: Шияково),
- Zagrażden (bułg.: Загражден).